# Бальзаковский возраст, или Все мужики сво…
«Бальза́ковский во́зраст, или Все мужики́ сво…» — комедийно-мелодраматический телесериал производства компании «Мотор фильм студия». Сюжет сериала вращается вокруг четырёх подруг — женщин бальзаковского возраста, которых объединяет затянувшееся обустройство личной жизни. Российский аналог сериала «Секс в большом городе».
Премьера сериала состоялась 17 мая 2004 года на телеканале НТВ.

## Главные героини
- Вера Большова (Юлия Меньшова), от лица которой и ведётся повествование — самая рассудительная среди подруг, у неё два высших образования. По первому она — врач-терапевт, по второму — психолог. В юности вышла замуж рано, забеременела и родила дочь. Скоро развелась. Вера живёт с матерью и дочерью, которой уже исполнилось шестнадцать.
- Софья Бабицкая (Алика Смехова) — два раза была замужем, дважды вдова. Хочет выйти замуж за богатого старичка, считает, что любовь и замужество — две вещи несовместимые.
- Алла Приходько (Лада Дэнс) — адвокат по уголовным делам, красивая, умная, самостоятельная и независимая женщина, привыкла всё решать быстро, но не отказалась бы от романа. Никогда не унывает и находит выход из самых сложных жизненных ситуаций.
- Юлия Шашкова (Жанна Эппле) — самая влюбчивая из подруг. Нежная, эмоциональная и нерешительная. С мужчинами ей не везёт, ни один не прожил с ней больше двух недель. Что неудивительно, ибо слишком «лёгкое» у неё поведение.

## Сезоны
| Сезон | Сезон                   | Серии | Период трансляции              |
| ----- | ----------------------- | ----- | ------------------------------ |
|       | 1                       | 12    | 17 мая — 3 июня 2004 года      |
|       | 2                       | 12    | 28 декабря 2004 — 1 марта 2005 |
|       | «Самый лучший праздник» | 2     | 29 декабря 2004 года           |
|       | 3                       | 12    | 20 — 30 августа 2007 года      |
|       | 4                       | 12    | 8 марта — 11 апреля 2013       |

## Названия серий
1. Изменщик коварный
2. Любовь к телевидению, или Как Соня потеряла своего Героя…
3. Любовь по-московски
4. Свидание в пятницу вечером
5. Тьма низких истин
6. Остеохондроз, или Восполнение растраченной Шукры
7. Девушки по вызову, или Солнечный удар в ноябре
8. Правила игры, или Мужчина по сходной цене
9. Торжество справедливости
10. От судьбы не уйдёшь, или Смена сексуальной ориентации
11. На войне как на войне
12. Закон Приходько
13. Несколько хороших парней
14. Слишком хороший для неё
15. Самый лучший праздник-1
16. Самый лучший праздник-2
17. Тихое женское счастье, или Борьба за существование
18. Неудачницы
19. Очная ставка
20. «Плечо любимого», или Квартира в обмен на мужа
21. Самооборона для женщин
22. Тени прошлого
23. Эти непредсказуемые мужчины
24. В постели со звездой
25. Роль секса в жизни женщины или Сапожник без сапог
26. Ещё не вечер

Серии 27 — 38 без названий.

## В ролях
- Вера Алентова — Зинаида Семёновна Большова, мать Веры
- Владимир Меньшов — Валентин Большов, отец Веры
- Анжелика Шилова — Полина, дочь Веры
- Андрей Соколов — Жан (Евгений Воробьёв), возлюбленный Веры, позже — возлюбленный Сони
- Анатолий Васильев — Геннадий Репецкий, генерал
- Борис Клюев — Спартак Петрович, возлюбленный Зинаиды Семёновны, позже муж
- Дмитрий Щербина — Марат Золотаревский
- Надежда Бахтина — Наташа, жена Жана / бывшая жена Жана (серия «Закон Приходько», «Очная ставка»)
- Дмитрий Марьянов — Леонид, старый знакомый Юли, наркодилер
- Григорий Антипенко — Леонид, брачный аферист
- Евгений Герчаков — Гарри Петрович Ойхер, босс Аллы, руководитель адвокатского бюро
- Юрий Васильев — Лев, возлюбленный Юли, любитель дикторш
- Юрий Смирнов — Николай Иванович, знакомый Сони по пансионату
- Андрей Чернышов — Иван Николаевич, сын Николая Ивановича, знакомого Сони
- Арсений Тихонов — Иван, жених Полины
- Светлана Варецкая — Зоя Петровна, мать Вани
- Алёна Яковлева — неработающая пациентка Веры с двумя детьми
- Владимир Симонов — Игорь Матвеевич Крамаренко, олигарх на пенсии
- Александр Песков — Занятой миллионер в лимузине, возлюбленный Юли
- Виталий Альшанский — Зеев-Толя, случайный знакомый Веры
- Алла Будницкая — Ксения Эдуардовна, мать Юли
- Михаил Полицеймако — Пётр, жених Юли
- Дмитрий Миллер — Михаил Звонарёв, учитель, попутчик Аллы в аэропорту
- Ярослав Бойко — пластический хирург Александр Иванович Шерстнёв
- Вячеслав Разбегаев — Роберт, богатый человек на процессе Аллы
- Оскар Кучера — Шон Коннери, адвокат-иностранец
- Андрей Ургант — Николай Семёнович, полковник в отставке
- Павел Конёк — Витя, безработный молодой человек, сын Николая Семёновича, ярый поклонник соцсетей и интернета
- Лидия Арефьева — Аня, любовница и невеста Жана, бывшая проститутка
- Раиса Рязанова — мать Петра, крайне скупая женщина
- Сергей Астахов — Юрий, липовый контрразведчик
- Алексей Янин — Вадик, молодой любовник Сони из Сапфырловки
- Вениамин Смехов — Александр, сосед Сони по дому
- Михаил Мамаев — Арнольд, любовник Сони, сын миллионера
- Андрей Лебедев — хирург Андрей
- Эвклид Кюрдзидис — Артём / Роман Алпатов, аферист
- Сергей Глушко (Тарзан) — Олесь, рабочий с Украины, делающий ремонт в квартире Юли (серия «Закон Приходько»)
- Валерий Закутский — Андрей, мужчина среднего достатка
- Ольга Прохватыло — Таня, соседка Веры
- Андрей Андреев — Саша, первый ухажёр Юли
- Владимир Ширяев — господин Бабаевский, первый жених Сони из США
- Арина Шарапова — камео
- Александр Воробьёв — клиент Веры с женой нимфоманкой
- Татьяна Егорская — Наташа, его жена, эпизод
- Елена Старостина — руководитель брачного агентства, эпизод
- Евгений Воскресенский — Потап
- Сергей Заботин — отец Потапа
- Алексей Лысенков — камео
- Михаил Додзин — Сергей, эпизод
- Юрий Стоянов — Вадим, любовник Веры
- Дмитрий Харатьян — Алик, сводный брат Аллы
- Ивар Калныньш — Витас, олигарх
- Анна Уколова — гинеколог
- Светлана Немоляева — Светлана Модестовна, сводня
- Ольга Аросева — Галина Сергеевна, известная телеведущая
- Валерий Яременко — Кирилл, любовник Аллы и Юли одновременно
- Александр Тютин — Пётр Петрович Соколов, тренер по самообороне (серия «Самооборона для женщин»)
- Егор Дружинин — Рома
- Михаил Дорожкин — Аркадий
- Спартак Сумченко — капитан Жигалов
- Владис Гольк — Эдик, бывший муж Веры
- Игорь Верник — Павел, адвокат, неудавшийся любовник Веры
- Игорь Кашинцев — Дмитрий Яковлевич, муж Сони (серия «Самый лучший праздник»)
- Дмитрий Нагиев — Гурий Дримов, известный режиссёр (серия «В постели со звездой»)
- Александр Баширов — «медвежатник» (серия «Самый лучший праздник»)
- Александра Фатхи — Галя (серия «Самый лучший праздник»)
- Валерий Николаев — Илья Рогов (серия «Самый лучший праздник»)
- Владимир Епископосян — доктор
- Евгения Морозова — Женя, жена олигарха
- Юлия Захарова — корреспондент
- Давид Хугаев — Георгий (серия «Самый лучший праздник»)
- Ёла Санько — мать Жана (серии «Свидания в пятницу вечером» и «Закон Приходько»)
- Дмитрий Фикс — в эпизодах — глава новостного агентства, один из мужчин в гей-клубе
- Татьяна Мухина — буфетчица
- Наталия Потапова — Эльвира Ивановна, начальник охраны магазина
- Алевтина Патрушева
- Ирэн Феррари

## Создатели
- Режиссёр - постановщик: Дмитрий Фикс
- Сценарий: Максим Стишов
- Операторы-постановщики: Фёдор Лясс, Владимир Панков, Юрий Гармаш, Горан Павичевич, Александр Алешников, Александр Носовский
- Композитор: Илья Духовный
- Художники-постановщики: Юлия Козлова, Сергей Филенко, Наталия Крыжановская, Игорь Тихонов
- Художник по костюмам и гриму: Елена Медведко
- Режиссёры монтажа: Александр Дуняев, Владимир Органов, Игорь Медведев
- Подбор актеров: Ольга Нестерова
- Исполнительный продюсер: Михаил Курбатов
- Продюсеры: Максим Стишов, Дмитрий Фикс

## Книги по сериалу
- М. Стишов, Е. Костюченко. Бальзаковский возраст, или Все мужики сво… — М.: Гелеос, 2004. — 416 с. — ISBN 5-8189-0385-0.
- М. Стишов, Е. Костюченко. Бальзаковский возраст, или Все мужики сво… — М.: Гелеос, 2004. — 416 с. — ISBN ISBN 5-8189-0469-5.